# Gynacantha biharica
Gynacantha biharica är en trollsländeart som beskrevs av Fraser 1927. Gynacantha biharica ingår i släktet Gynacantha och familjen mosaiktrollsländor. IUCN kategoriserar arten globalt som otillräckligt studerad. Inga underarter finns listade i Catalogue of Life.